# Nuoto ai Giochi della XX Olimpiade - 100 metri stile libero maschili
La competizione dei 100 metri stile libero maschili di nuoto ai Giochi della XX Olimpiade si è svolta nei giorni 2 e 3 settembre 1972 alla Olympia Schwimmhalle di Monaco di Baviera.

## Programma
| Data             | Ora   | Round        | Note                                |
| ---------------- | ----- | ------------ | ----------------------------------- |
| 2 settembre 1972 | 10:00 | 7 Batterie   | I migliori 16 tempi alle semifinali |
| 2 settembre      | 18:00 | 2 Semifinali | I migliori 8 tempi alla finale      |
| 3 settembre      | 18:45 | Finale       |                                     |

## Risultati

### Batterie
| Pos. | Atleta            | Nazione           | Tempo | Pos F |
| ---- | ----------------- | ----------------- | ----- | ----- |
| 1    | Rui Oliveira      | Brasile           | 54"26 | 17    |
| 2    | Gilles Vigne      | Francia           | 54"34 | 19    |
| 3    | Wilfried Hartung  | Germania Est      | 54"37 | 21    |
| 4    | Malcolm Windeatt  | Gran Bretagna     | 54"70 | 25    |
| 5    | Geoffrey Ferreira | Trinidad e Tobago | 56"27 | 38    |
| 6    | Roberto Strauss   | Messico           | 56"78 | 41    |

| Pos. | Atleta            | Nazione          | Tempo   | Pos F |
| ---- | ----------------- | ---------------- | ------- | ----- |
| 1    | Igor' Grivennikov | Unione Sovietica | 53"64   | 8 Q   |
| 2    | Colin Herring     | Nuova Zelanda    | 54"41   | 22    |
| 3    | Alain Hermitte    | Francia          | 54"57   | 24    |
| 4    | István Szentirmay | Ungheria         | 54"71   | 26    |
| 5    | Antonio Ferracuti | El Salvador      | 56"69   | 40    |
| 6    | Sandro Rudan      | Jugoslavia       | 56"91   | 42    |
| 7    | Bruno Bassoul     | Libano           | 1'00"08 | 47    |

| Pos. | Atleta              | Nazione          | Tempo | Pos F |
| ---- | ------------------- | ---------------- | ----- | ----- |
| 1    | Vladimir Bure       | Unione Sovietica | 52"87 | 4 Q   |
| 2    | Jorge Comas         | Spagna           | 53"70 | 9 Q   |
| 3    | José Roberto Aranha | Brasile          | 54"06 | 14 Q  |
| 4    | Hanspeter Würmli    | Svizzera         | 55"08 | 31    |
| 5    | Neil Rogers         | Australia        | 55"32 | 32    |
| 6    | Samnang Prak        | Cambogia         | 59"18 | 45    |

| Pos. | Atleta           | Nazione        | Tempo | Pos F |
| ---- | ---------------- | -------------- | ----- | ----- |
| 1    | Michel Rousseau  | Francia        | 52"93 | 6 Q   |
| 2    | Kersten Meier    | Germania Ovest | 53"96 | 12 Q  |
| 3    | Greg Rogers      | Australia      | 53"98 | 13 Q  |
| 4    | Hartmut Flöckner | Germania Est   | 54"36 | 20    |
| 5    | Bruce Robertson  | Canada         | 54"76 | 28    |
| 6    | Feridun Aybars   | Turchia        | 59"32 | 46    |

| Pos. | Atleta               | Nazione          | Tempo   | Pos F |
| ---- | -------------------- | ---------------- | ------- | ----- |
| 1    | John Murphy          | Stati Uniti      | 53"07   | 7 Q   |
| 2    | Georgij Kulikov      | Unione Sovietica | 53"78   | 11 Q  |
| 3    | Peter Bruch          | Germania Est     | 54"25   | 16 Q  |
| 4    | Paulo Zanetti        | Brasile          | 54"97   | 29    |
| 5    | Brian Brinkley       | Gran Bretagna    | 55"06   | 30    |
| 6    | Zbigniew Pacelt      | Polonia          | 55"97   | 36    |
| 7    | Andrew Hunter        | Irlanda          | 56"09   | 37    |
| 8    | Abdullah Abdulrahman | Kuwait           | 1'03"94 | 48    |

| Pos. | Atleta            | Nazione        | Tempo | Pos F |
| ---- | ----------------- | -------------- | ----- | ----- |
| 1    | Jerry Heidenreich | Stati Uniti    | 52"38 | 2 Q   |
| 2    | Brian Phillips    | Canada         | 53"75 | 10 Q  |
| 3    | Bob Kasting       | Canada         | 54"07 | 15 Q  |
| 4    | Gerhard Schiller  | Germania Ovest | 54"28 | 18    |
| 5    | Attila Császári   | Ungheria       | 55"37 | 34    |
| 6    | Finnur Garðarsson | Islanda        | 55"53 | 35    |
| 7    | Salvador Vilanova | El Salvador    | 56"57 | 39    |
| 8    | Ronnie Wong       | Hong Kong      | 57"53 | 44    |

| Pos. | Atleta          | Nazione        | Tempo | Pos F |
| ---- | --------------- | -------------- | ----- | ----- |
| 1    | Michael Wenden  | Australia      | 52"34 | 1 Q   |
| 2    | Mark Spitz      | Stati Uniti    | 52"46 | 3 Q   |
| 3    | Klaus Steinbach | Germania Ovest | 52"91 | 5 Q   |
| 4    | Fritz Warncke   | Norvegia       | 54"41 | 22    |
| 5    | Roberto Pangaro | Italia         | 54"74 | 27    |
| 6    | Marian Slavic   | Romania        | 55"35 | 33    |
| 7    | Jorge van Balen | Venezuela      | 57"20 | 43    |

### Semifinali
| Pos. | Atleta              | Nazione          | Tempo | Pos F |
| ---- | ------------------- | ---------------- | ----- | ----- |
| 1    | Jerry Heidenreich   | Stati Uniti      | 52"31 | 1 Q   |
| 2    | Igor' Grivennikov   | Unione Sovietica | 52"55 | 4 Q   |
| 3    | Vladimir Bure       | Unione Sovietica | 52"60 | 5 Q   |
| 4    | Michel Rousseau     | Francia          | 52"82 | 6 Q   |
| 5    | José Roberto Aranha | Brasile          | 53"47 | 9     |
| 6    | Brian Phillips      | Canada           | 53"73 | 12    |
| 7    | Peter Bruch         | Germania Est     | 53"97 | 14    |
| 8    | Kersten Meier       | Germania Ovest   | 54"35 | 16    |

| Pos. | Atleta          | Nazione          | Tempo | Pos F |
| ---- | --------------- | ---------------- | ----- | ----- |
| 1    | Michael Wenden  | Australia        | 52"32 | 2 Q   |
| 2    | Mark Spitz      | Stati Uniti      | 52"43 | 3 Q   |
| 3    | Klaus Steinbach | Germania Ovest   | 52"87 | 7 Q   |
| 4    | John Murphy     | Stati Uniti      | 53"17 | 8 Q   |
| 5    | Bob Kasting     | Canada           | 53"62 | 10    |
| 6    | Georgij Kulikov | Unione Sovietica | 53"68 | 11    |
| 7    | Jorge Comas     | Spagna           | 53"92 | 13    |
| 8    | Greg Rogers     | Australia        | 54"26 | 15    |

### Finale
| Pos.    | Atleta            | Nazione          | Tempo | Nota            |
| ------- | ----------------- | ---------------- | ----- | --------------- |
| Oro     | Mark Spitz        | Stati Uniti      | 51"22 | Record mondiale |
| Argento | Jerry Heidenreich | Stati Uniti      | 51"65 |                 |
| Bronzo  | Vladimir Bure     | Unione Sovietica | 51"77 |                 |
| 4       | John Murphy       | Stati Uniti      | 52"08 |                 |
| 5       | Michael Wenden    | Australia        | 52"41 |                 |
| 6       | Igor' Grivennikov | Unione Sovietica | 52"44 |                 |
| 7       | Michel Rousseau   | Francia          | 52"90 |                 |
| 8       | Klaus Steinbach   | Germania Ovest   | 52"92 |                 |